# 2008年の大宮アルディージャ
ここでは2008年における大宮アルディージャの試合結果などについて記載する。

## 選手
注：選手の国籍表記はFIFAの定めた代表資格ルールに基づく。
| No. | Pos. |            | 選手名               |
| --- | ---- | ---------- | -------------------- |
| 1   |      | 日本       | 荒谷弘樹             |
| 2   |      | 日本       | 塚本泰史             |
| 3   |      | ブラジル   | レアンドロ           |
| 4   |      | 日本       | 波戸康広             |
| 5   |      | 日本       | 冨田大介             |
| 6   |      | 日本       | 片岡洋介             |
| 7   |      | 日本       | 佐伯直哉             |
| 8   |      | 日本       | 小林大悟             |
| 9   |      | 日本       | 吉原宏太             |
| 10  |      | ブラジル   | デニス・マルケス     |
| 11  |      | 日本       | 藤本主税             |
| 13  |      | ブラジル   | ペドロ・ジュニオール |
| 14  |      | 日本       | 森田浩史             |
| 15  |      | 日本       | 斉藤雅人             |
| 16  |      | スロベニア | ラフリッチ           |
| 17  |      | 日本       | 橋本早十             |
| 18  |      | 日本       | 西村卓朗             |
| 19  |      | 日本       | 村山祐介             |
| 20  |      | 日本       | 小林庸尚             |
| 21  |      | 日本       | 江角浩司             |
| 22  |      | 日本       | 田中輝和             |
| 23  |      | 日本       | 金澤慎               |
| 24  |      | 日本       | 川辺隆弥             |
| 25  |      | 日本       | 内田智也             |
| 26  |      | 日本       | 丹羽大輝             |
| 27  |      | 日本       | 市川雅彦             |
| 28  |      | 日本       | 土岐田洸平           |
| 29  |      | 日本       | 川原達也             |
| 30  |      | 日本       | 桜井直人             |
| 31  |      | 日本       | 清水慶記             |
| 32  |      | 日本       | 小林慶行             |
| 34  |      | 日本       | 青木拓矢             |
| 35  |      | 日本       | 渡部大輔             |

## 試合結果

### J1リーグ
出典：
      勝       分       負（いずれも大宮側から見て）
| 2008年3月9日 第1節 | 大宮アルディージャ | 2-0      | アルビレックス新潟 | さいたま市                                   |
| 16:00              |                    | レポート |                    | 競技場: NACK5スタジアム大宮 観客数: 12,505人 |

| 2008年3月16日 第2節 | 京都サンガF.C. | 2-1      | 大宮アルディージャ | 京都市                                                              |
| 13:34               |                | レポート |                    | 競技場: 京都市西京極総合運動公園陸上競技場兼球技場 観客数: 14,982人 |

| 2008年3月30日 第3節 | 清水エスパルス | 0-0      | 大宮アルディージャ | 静岡市                                    |
| 13:04               |                | レポート |                    | 競技場: 日本平スタジアム 観客数: 13,855人 |

| 2008年4月2日 第4節 | 大宮アルディージャ | 1-2      | 名古屋グランパス | さいたま市                                  |
| 19:04              |                    | レポート |                  | 競技場: NACK5スタジアム大宮 観客数: 7,591人 |

| 2008年4月5日 第5節 | 大宮アルディージャ | 2-0      | 大分トリニータ | さいたま市                                  |
| 13:00              |                    | レポート |                | 競技場: NACK5スタジアム大宮 観客数: 6,450人 |

| 2008年4月12日 第6節 | ジェフユナイテッド千葉 | 2-4      | 大宮アルディージャ | 千葉市                                      |
| 16:03               |                        | レポート |                    | 競技場: フクダ電子アリーナ 観客数: 11,091人 |

| 2008年4月20日 第7節 | 浦和レッズ | 0-0      | 大宮アルディージャ | さいたま市                                  |
| 14:01               |            | レポート |                    | 競技場: 埼玉スタジアム2002 観客数: 50,997人 |

| 2008年4月27日 第8節 | 大宮アルディージャ | 1-1      | 鹿島アントラーズ | さいたま市                                   |
| 16:00               |                    | レポート |                  | 競技場: NACK5スタジアム大宮 観客数: 11,884人 |

| 2008年4月30日 第9節 | ガンバ大阪 | 2-3      | 大宮アルディージャ | 吹田市                                  |
| 19:03               |            | レポート |                    | 競技場: 万博記念競技場 観客数: 10,081人 |

| 2008年5月3日 第10節 | 大宮アルディージャ | 0-3      | FC東京 | さいたま市                                   |
| 14:05               |                    | レポート |        | 競技場: NACK5スタジアム大宮 観客数: 12,104人 |

| 2008年5月6日 第11節 | 横浜F・マリノス | 1-1      | 大宮アルディージャ | 横浜市                                  |
| 15:00               |                 | レポート |                    | 競技場: 日産スタジアム 観客数: 27,988人 |

| 2008年5月10日 第12節 | 大宮アルディージャ | 1-2      | 北海道コンサドーレ札幌 | さいたま市                                  |
| 16:00                |                    | レポート |                        | 競技場: NACK5スタジアム大宮 観客数: 6,399人 |

| 2008年5月17日 第13節 | 川崎フロンターレ | 2-3      | 大宮アルディージャ | 川崎市                                    |
| 19:04                |                  | レポート |                    | 競技場: 等々力陸上競技場 観客数: 14,235人 |

| 2008年6月28日 第14節 | 大宮アルディージャ | 2-0      | 東京ヴェルディ | 熊谷市                                                 |
| 14:05                |                    | レポート |                | 競技場: 熊谷スポーツ文化公園陸上競技場 観客数: 6,979人 |

| 2008年7月5日 第15節 | ヴィッセル神戸 | 1-0      | 大宮アルディージャ | 神戸市                                         |
| 19:03               |                | レポート |                    | 競技場: ホームズスタジアム神戸 観客数: 9,172人 |

| 2008年7月12日 第16節 | 大宮アルディージャ | 1-2      | ジュビロ磐田 | さいたま市                                   |
| 19:04                |                    | レポート |              | 競技場: NACK5スタジアム大宮 観客数: 11,061人 |

| 2008年7月17日 第17節 | 柏レイソル | 1-0      | 大宮アルディージャ | 柏市                                     |
| 19:04                |            | レポート |                    | 競技場: 日立柏サッカー場 観客数: 7,474人 |

| 2008年7月21日 第18節 | 名古屋グランパス | 4-0      | 大宮アルディージャ | 名古屋市                                       |
| 19:03                |                  | レポート |                    | 競技場: 名古屋市瑞穂陸上競技場 観客数: 9,578人 |

| 2008年7月27日 第19節 | 大宮アルディージャ | 0-0      | 清水エスパルス | さいたま市                                  |
| 19:30                |                    | レポート |                | 競技場: NACK5スタジアム大宮 観客数: 8,657人 |

| 2008年8月9日 第20節 | 北海道コンサドーレ札幌 | 1-2      | 大宮アルディージャ | 札幌市                                     |
| 16:04               |                        | レポート |                    | 競技場: 札幌厚別公園競技場 観客数: 9,682人 |

| 2008年8月16日 第21節 | 大宮アルディージャ | 2-0      | ガンバ大阪 | さいたま市                                  |
| 18:00                |                    | レポート |            | 競技場: NACK5スタジアム大宮 観客数: 8,790人 |

| 2008年8月24日 第22節 | 大分トリニータ | 1-0      | 大宮アルディージャ | 大分市                                  |
| 18:05                |                | レポート |                    | 競技場: 九州石油ドーム 観客数: 18,171人 |

| 2008年8月28日 第23節 | 大宮アルディージャ | 1-0      | 横浜F・マリノス | さいたま市                                  |
| 19:00                |                    | レポート |                 | 競技場: NACK5スタジアム大宮 観客数: 6,125人 |

| 2008年9月13日 第24節 | FC東京 | 3-1      | 大宮アルディージャ | 調布市                                    |
| 18:00                |        | レポート |                    | 競技場: 味の素スタジアム 観客数: 20,398人 |

| 2008年9月21日 第25節 | 大宮アルディージャ | 0-1      | 浦和レッズ | さいたま市                                   |
| 18:00                |                    | レポート |            | 競技場: NACK5スタジアム大宮 観客数: 11,530人 |

| 2008年9月27日 第26節 | 大宮アルディージャ | 0-2      | ヴィッセル神戸 | さいたま市                                  |
| 14:05                |                    | レポート |                | 競技場: NACK5スタジアム大宮 観客数: 7,028人 |

| 2008年10月1日 第27節 | 鹿島アントラーズ | 2-0      | 大宮アルディージャ | 鹿嶋市                                               |
| 19:05                |                  | レポート |                    | 競技場: 県立カシマサッカースタジアム 観客数: 6,725人 |

| 2008年10月4日 第28節 | 大宮アルディージャ | 0-4      | 柏レイソル | さいたま市                                  |
| 18:04                |                    | レポート |            | 競技場: NACK5スタジアム大宮 観客数: 9,079人 |

| 2008年10月18日 第29節 | 東京ヴェルディ | 1-0      | 大宮アルディージャ | 調布市                                    |
| 15:04                 |                | レポート |                    | 競技場: 味の素スタジアム 観客数: 10,065人 |

| 2008年10月26日 第30節 | 大宮アルディージャ | 2-1      | ジェフユナイテッド千葉 | さいたま市                                   |
| 16:00                 |                    | レポート |                        | 競技場: NACK5スタジアム大宮 観客数: 12,175人 |

| 2008年11月8日 第31節 | 大宮アルディージャ | 2-1      | 川崎フロンターレ | さいたま市                                  |
| 14:04                |                    | レポート |                  | 競技場: NACK5スタジアム大宮 観客数: 9,356人 |

| 2008年11月23日 第32節 | アルビレックス新潟 | 2-2      | 大宮アルディージャ | 新潟市                                                  |
| 16:00                 |                    | レポート |                    | 競技場: 東北電力ビッグスワンスタジアム 観客数: 35,452人 |

| 2008年11月30日 第33節 | 大宮アルディージャ | 1-1      | 京都サンガF.C. | さいたま市                                   |
| 16:03                 |                    | レポート |                | 競技場: NACK5スタジアム大宮 観客数: 11,231人 |

| 2008年12月6日 第34節 | ジュビロ磐田 | 0-1      | 大宮アルディージャ | 磐田市                                            |
| 14:34                |              | レポート |                    | 競技場: ヤマハスタジアム（磐田） 観客数: 16,593人 |

### Jリーグ杯
出典：
| 2008年3月20日 予選第1節 | アルビレックス新潟 | 2-2      | 大宮アルディージャ | 新潟市                                                  |
| 16:00                   |                    | レポート |                    | 競技場: 東北電力ビッグスワンスタジアム 観客数: 22,578人 |

| 2008年3月23日 予選第2節 | 大宮アルディージャ | 0-0      | 横浜F・マリノス | さいたま市                                  |
| 14:00                   |                    | レポート |                 | 競技場: NACK5スタジアム大宮 観客数: 9,174人 |

| 2008年4月16日 予選第3節 | 横浜F・マリノス | 4-0      | 大宮アルディージャ | 横浜市                                       |
| 19:00                   |                 | レポート |                    | 競技場: ニッパツ三ツ沢球技場 観客数: 6,437人 |

| 2008年5月25日 予選第4節 | 大宮アルディージャ | 1-2      | 大分トリニータ | さいたま市                                  |
| 14:00                   |                    | レポート |                | 競技場: NACK5スタジアム大宮 観客数: 5,902人 |

| 2008年5月31日 予選第5節 | 大宮アルディージャ | 1-1      | アルビレックス新潟 | 熊谷市                                                 |
| 14:00                   |                    | レポート |                    | 競技場: 熊谷スポーツ文化公園陸上競技場 観客数: 5,436人 |

| 2008年6月8日 予選第6節 | 大分トリニータ | 1-0      | 大宮アルディージャ | 大分市                                  |
| 15:01                  |                | レポート |                    | 競技場: 九州石油ドーム 観客数: 16,435人 |